# 박진영 (무용가)
박진영(1982년~)는 대한민국의 무용가이다.

## 학력
- 부산예술고등학교 무용과 (졸업)
- 국민대학교 무용학과 (졸업)